# La Reforma, Xiutetelco
La Reforma är en ort i Mexiko.   Den ligger i kommunen Xiutetelco och delstaten Puebla, i den sydöstra delen av landet, 190 km öster om huvudstaden Mexico City. La Reforma ligger 2 313 meter över havet och antalet invånare är 248.
Terrängen runt La Reforma är lite bergig. Runt La Reforma är det ganska tätbefolkat, med 90 invånare per kvadratkilometer. Närmaste större samhälle är Teziutlan, 8,9 km norr om La Reforma. Trakten runt La Reforma består till största delen av jordbruksmark.